# Activación conductual
La activación conductual (AC) es una terapia conductual de tercera generación para tratar los trastornos del estado de ánimo. La activación conductual se centra principalmente en participar en actividades positivas y agradables para mejorar el estado de ánimo.
El Beck Institute describe la AC como una forma de mejorar el estado de ánimo mediante la participación activa y la planificación de actividades que potencialmente puedan mejorarlo. También implica el entendimiento de las conductas específicas de un individuo y el uso de métodos específicos para permitirle superar la evitación.
La activación conductual se utiliza a menudo desde un marco de terapia cognitiva conductual (TCC). También se considera una forma de psicoterapia analítica funcional, que se basa en un modelo psicológico skinneriano de cambio de conducta, generalmente conocido como análisis de conducta aplicado.

## Teoría
La activación conductual debe su base al Análisis funcional de la depresión de Charles Ferster (1973), que desarrolló la idea de B.F. Skinner sobre la depresión, dentro de su análisis de la motivación, como una falta de refuerzo.
El modelo básico de Ferster se ha fortalecido por un mayor desarrollo en el estudio de los principios de reforzamiento que condujeron a la ley de correspondencia y a los continuos avances teóricos en las posibles funciones de la depresión, así como a una mirada al análisis del comportamiento del desarrollo infantil para determinar patrones a largo plazo que pueden conducir a la distimia. La activación conductual utiliza refuerzos positivos para aumentar el buen comportamiento y reduce los resultados negativos de la evitación con el fin de aumentar el autocontrol y la regulación personal del individuo.
La activación conductual surgió también de un análisis de componentes de la terapia cognitiva conductual(TCC). Este análisis encontró que cualquier componente cognitivo no era más ni menos eficiente para el tratamiento de la depresión. El componente conductual había existido como un tratamiento independiente en los primeros trabajos de Peter Lewinsohn y, por lo tanto, un grupo de conductistas decidió que podría ser más eficiente buscar un tratamiento conductual más puro para el trastorno. La teoría sostiene que la falta de refuerzo ambiental o un castigo ambiental excesivo pueden contribuir a la depresión. El objetivo de la intervención es aumentar el refuerzo ambiental y reducir el castigo.

## Métodos
Un enfoque de activación conductual para la depresión consistía en que los participantes crearan una jerarquía de actividades de refuerzo, ordenadas por dificultad. Luego, los participantes hicieron un seguimiento de sus objetivos junto con los clínicos, quienes utilizaron una economía de fichas para reforzar el éxito en el avance a través de la jerarquía de actividades, siendo medidos antes y después mediante el Inventario de Depresión de Beck. Se encontró un efecto marcadamente mayor sobre su depresión como resultado de su tratamiento, en comparación con un grupo de control que no recibió el mismo tratamiento. Desde entonces, varias clínicas han puesto a prueba y desarrollado el método de tratamiento.
Otro enfoque de activación conductual se conoce como ACTION por sus siglas en inglés; Evaluar la conducta/estado de ánimo (Assess), Elegir respuestas alternativas (Choose), Probar esas respuestas alternativas (Try), Integrar estas alternativas (Integrate), Observar los resultados (Observe) y Evaluar Ahora (Now evaluate). : 74 El objetivo es la comprensión de la relación entre las acciones y las consecuencias emocionales y el reemplazo sistemático de patrones disfuncionales por patrones adaptativos. Se entienden entonces las emociones como una consecuencia de las conductas. Además, se presta atención a la calidad del sueño y a la mejora del funcionamiento social. : 117 
Se crea un cuadro de autocontrol horario para seguir las actividades y el impacto que generan en el estado de ánimo durante una semana completa, con la intención de identificar bucles de depresión. : 37 Cuando se identifican patrones de respuesta disfuncional, o bucles, se intentan respuestas de afrontamiento alternativas para romper el bucle. : 39 Este método se describe con las siglas “TRAP” (Trigger, Response, Avoidance Pattern) y “TRAC” (Trigger, Response, Alternate Coping response). Como la rumia se identifica como una conducta de evitación particularmente común que empeora el estado de ánimo, otro acrónimo común es RCA (Rumination Cues Action). : 97 El cliente debe evaluar la rumia en términos de haber mejorado el tema sobre el que se está rumiando, haber proporcionado comprensión y sus efectos emocionales en el cliente. Se sugiere prestar atención a la experiencia como una alternativa a la rumia, así como a otras posibles acciones que distraigan o mejoren el estado de ánimo. : 101 
Otras terapias conductuales son la terapia de aceptación y compromiso, la terapia dialéctica conductual y la psicoterapia analítica funcional. La AC puede integrarse en otras psicoterapias, y su inclusión en estas terapias de tercera generación refleja su eficacia y versatilidad para abordar los desafíos psicológicos desde diferentes ángulos.  

## Evidencia

### Depresión
Las revisiones de estudios de activación conductual para la depresión encontraron que tenía un efecto medible positivo. Un estudio de tratamiento a gran escala determinó que la activación conductual era más eficaz que la terapia cognitiva(TC), y también su eficacia fue comparable con la medicación para tratar la depresión. Un estudio de metaanálisis que comprendió 34 ensayos controlados aleatorios encontró que, si bien el tratamiento de activación conductual de adultos con depresión mostró un efecto beneficioso significativamente mayor en comparación con los participantes del grupo control, en comparación con los participantes tratados con TC/TCC, después del tratamiento no hubo diferencias estadísticamente significativas entre los grupos de tratamiento. Otro metanálisis que comprendió 25 ensayos controlados aleatorios encontró un gran tamaño del efecto para la activación conductual en comparación con los controles después del tratamiento. Un metaanálisis de 2009 mostró un tamaño del efecto post-tratamiento medio, en comparación con la psicoterapia y otros tratamientos. En una revisión Cochrane de 2020 que abarcó cincuenta y tres estudios y 5495 sujetos, se sugirió (confianza limitada) que la activación conductual era más efectiva que el tratamiento habitual y la medicación, y no menos efectiva que la TCC, la terapia psicodinámica o la inclusión en una lista de espera (grupo control).

### Ansiedad
Se utilizan estrategias de activación conductual para clientes que experimentan problemas de ansiedad. Una de las estrategias es la de abordar y alterar los patrones de conducta evitativa, que a menudo pueden manifestarse como preocupación excesiva. El objetivo final es motivar y alentar a los clientes a participar activamente en experiencias gratificantes y comportamientos positivos.  Un estudio de 2006 sobre la activación conductual aplicada a la ansiedad pareció arrojar resultados prometedores. Un estudio demostró que es eficaz para el tratamiento del dolor y la ansiedad relacionados con la fibromialgia. En otro estudio, los investigadores observaron una mejora notable en la calidad de vida y una reducción en los niveles de ansiedad como resultado del tratamiento con BA.

## Uso de la realidad virtual
Debido a la falta de acceso a proveedores capacitados, limitaciones físicas o razones financieras, muchos pacientes no pueden asistir a la terapia de BA. Los investigadores están intentando superar estos desafíos proporcionando BA a través de Realidad Virtual. La idea del concepto es permitir que los adultos especialmente mayores participen en actividades interesantes a las que no asistirían sin la realidad virtual. Es posible que los llamados "protocolos de realidad virtual inspirados en BA" mitiguen el menor estado de ánimo, la menor satisfacción con la vida y la probabilidad de depresión.
Una estrategia es la terapia de exposición: la realidad virtual se puede utilizar para crear entornos realistas y controlados donde las personas pueden enfrentar gradualmente situaciones que desencadenan ansiedad o evitación. Al exponer a las personas a estas situaciones en un entorno virtual, los terapeutas pueden ayudarlas a desarrollar estrategias de afrontamiento más adaptativas y reducir la ansiedad. Otra estrategia es a través de juegos de roles y entrenamiento de habilidades sociales; los entornos de realidad virtual se pueden utilizar para facilitar ejercicios de juegos de roles, ayudando a las personas a practicar y mejorar sus habilidades sociales e interacciones en un espacio seguro y no amenazante.